# Le Veuf
Pour plus de détails, voir Fiche technique et Distribution.
Le Veuf (Il vedovo) est un film italien réalisé par Dino Risi, sorti en 1959, exemple typique de la comédie à l'italienne. 

## Synopsis
Le film commence par une chaude soirée d’été, à Milan, au pied de la Tour Velasca, une immense tour de bureaux et d’appartements de luxe : le jeune  commendatore Alberto Nardi, élégant et gominé, fait les cent pas au bras de son confident-comptable, le Marquis Stucchi (un homme mûr, effacé et distingué, qui fut le capitaine d’Albert pendant la guerre) en lui racontant son dernier rêve. La scène campe la psychologie d’Alberto : infantile, histrionique, égocentrique, mégalomane et mythomane, il a épousé par intérêt Elvira, une très riche héritière (sa fortune est évaluée à au moins 1000 millions de lires…) qui le domine et dont il rêve de suivre le convoi funèbre…Dans la vie, Alberto, romain d’origine,  est un chef d’entreprise de très faible envergure, qui se prend pour un cavaliere d’industrie, mais dont la fabrique d’ascenseurs  bat de l’aile : le ragioniere (comptable) ne sait pas comment il va pouvoir payer les ouvriers (qui manifestent leur mécontentement) et Alberto doit multiplier les expédients. De plus ses ascenseurs tombent sans arrêt en panne, voire en chute libre...
Alberto a pour épouse Elvira, originaire du nord de l’Italie, une très riche femme de tête qui, dotée du sens des affaires et d’une grosse fortune personnelle, connaît le succès et évolue dans une société où Alberto fait pâle figure. Elvira, qui en cinq ans de vie commune a appris à connaître Alberto, ne cache pas le mépris qu’elle éprouve pour son mari (elle l’appelle "cretinetti" en public); elle refuse de renflouer son affaire, et le laisse se ridiculiser dans le monde. Elle sait qu’il n’aura jamais le courage de la quitter : il profite des miettes de sa fortune, qu’il convoite... Elvira a un jardin secret, où Alberto n'est pas admis : son manoir, dans le Piémont  Italien, et ses terres qu'elle fait valoir en experte, réussissant aussi bien ses récoltes que son élevage bovin. 
Ce matin, Alberto, conduit par son oncle (un ancien chauffeur de taxi romain qui a placé toutes ses économies dans l’affaire de son neveu) est sorti dans la grosse Lancia de son épouse, a réussi à semer deux usuriers qui lui réclament leur argent avec véhémence, a réservé une couchette dans le train de nuit Milan-Zurich pour Elvira qui veut aller voir sa mère, et a vu le directeur d’une grande banque qui accepte de lui prêter 20 millions de lires s’il obtient la caution de son épouse. Il revient à l’appartement, au 19e étage du grattacielo, et surprend Elvira au téléphone avec sa mère : « oui, dit-elle, je sais bien que mon mari est un crétin, qui m’a coûté 70 millions de lires en cinq ans, mais mon éducation traditionnelle m’empêche de divorcer, donc « me lo tengo », je le garde ». Elvira refuse bien entendu de se porter caution pour Alberto, qui s’éclipse, car, trois fois par semaine, il déjeune au Club des Entrepreneurs. Mais son épouse a le temps de lui crier qu’elle est toujours à la recherche de la belle horloge suisse que lui a offerte sa mère, et du flacon de vernis à ongles qu'elle avait acheté à Paris, et aussi qu'il manque deux bouteilles de grand Barolo...  
La scène suivante nous montre Alberto s’épanouissant dans la famille de sa maîtresse, la belle, blonde, élancée et naïve Gioiaqui, elle, « l’apprécie à sa juste valeur ». Il admire les ongles de sa maîtresse, qui de ses belles mains lui masse les tempes et la nuque, il débouche et goûte le Barolo, et s’apprête à déguster les excellents tortellini préparés par Mamma Italia, la mère de Gioia. Mais le Marquis Stucchi sonne à la porte, et dérange Alberto : les usuriers envisagent de le saisir, il est urgent de leur donner un os à ronger. Alberto s’empare du manteau de vison (valant 4 millions de lires, avait-il claironné) qu’il avait offert à Gioia, l’arrache à Mamma Italia, et va l’offrir à l'usurier. Celui-ci, dans une  scène digne de la commedia dell'arte l'accepte contre un abattement d'un million de lires, et un délai de paiement d'une semaine. Elvira, car c’est elle qui prête de l’argent à son mari sans qu’il s’en doute, aura un beau vison à bon compte, et ses amies la féliciteront …    
Elvira prend donc le train de nuit pour se rendre chez sa mère, en Suisse, et au matin la nouvelle se répand soudain: le Milan-Zurich a déraillé, la voiture-couchette est tombée au fond d’un lac alpin, il n’y a pas de rescapés. Alberto, persuadé que son épouse est morte et qu’il hérite de sa fortune, joue (magnifiquement bien) le veuf inconsolable, et entre en ébullition : il investit à sa fantaisie des sommes considérables et décide de brader le prospère élevage bovin que Elvira avait fondé sur les prairies de son castello. Les funérailles ont lieu précisément au manoir, et Gioia se révèle alors une organisatrice et une cuisinière hors pair… Mais Elvira réapparaît soudain saine et sauve : retardée par un coup de téléphone du marquis Stucchi, le propre collaborateur d’Alberto, elle avait raté le train, et est allée en Suisse avec la Lancia…
Alberto fait alors une dépression nerveuse et se retire dans un monastère où un moine franciscain (son directeur de conscience, qui l’a marié) essaie de lui faire sentir la vanité des entreprises humaines. Au sortir de sa retraite, Alberto a pris sa décision : il va échafauder un plan pour provoquer la mort d’Elvira en sabotant l’ascenseur qui dessert leur appartement, au 19e étage de la Tour Velasca.
Alberto obtient la complicité de trois de ses collaborateurs : son oncle (qui est aussi son chauffeur), Fritzmayer, l’ingénieur allemand de son usine et le Marquis Stucchi. Implacable comme un condottiere, Alberto lance une macchinazione mortelle, élaborée et précise comme un mécanisme d’horlogerie…

## Fiche technique
- Titre : Le Veuf
- Titre original : Il Vedovo
- Réalisation : Dino Risi
- Scénario : Dino Risi, Rodolfo Sonego, Dino Verde (it) et Fabio Carpi
- Photographie : Luciano Trasatti (it)
- Montage : Alberto Gallitti
- Décors : Riccardo Domenici (it)
- Costumes : Gaia Romanini (it)
- Musique : Armando Trovajoli
- Production : Edgardo Cortese, Cino Del Duca, Elio Scardamaglia
- Société de production : Cino Del Duca
- Pays d'origine : Italie
- Format : Noir et blanc - 1,33:1 - Mono - 35 mm
- Genre : Comédie
- Durée : 90 minutes
- Date de sortie :
  - Italie :  1959
  - France :  4 juin 2008, en DVD

## Distribution
- Alberto Sordi : Commendatore Alberto Nardi
- Franca Valeri : Elvira Almiraghi, la femme d'Alberto
- Leonora Ruffo : Gioia, la maîtresse d'Alberto
- Livio Lorenzon : Stucchi, le marquis
- Nando Bruno : L'oncle d'Alberto
- Ruggero Marchi (it) : Carlo Fenoglio
- Gigi Reder : l'avocat Girondi
- Furlanetto (it) : Giordano
- Angela Luce : Margherita
- Rosita Pisano : la secrétaire de Nardi
- Ignazio Dolce : Dr Minelli
- Ignazio Leone : portier
- Alberto Rabagliati

## Autour du film
Il vedovo (1959) est un bel exemple de commedia all’italiana, style satirique porté sur l’auto-dérision, existant depuis longtemps mais lancé par deux films de  Mario Monicelli : I soliti ignoti (Le Pigeon) en 1958, et La Grande Guerra (La Grande Guerre (1959), explosant avec Il mattatore (L'Homme aux cent visages) de Risi (1959), Tutti a casa (La Grande Pagaille) de Luigi Comencini (1961), Una Vita Difficile (Une vie difficile) de Risi (1961), et culminant avec Divorzio all’italiana (Divorce à l'italienne) de Pietro Germi (1961)…
La note noire est donnée à la comédie par Alberto Sordi, que Risi aura dirigé dans sept films, et qui excelle une fois de plus dans les rôles d’individu odieux. Il incarne ici un mégalomane pleutre, qui plus est nostalgique du mussolinisme. 
L’hypocrisie, la vulgarité et le cynisme des affairistes mondains est bien décrite, avec en particulier le personnage du cavaliere Fenoglio, parvenu extraverti que rien n’arrête.  La religion est elle aussi prise à partie : Alberto fait mine de suivre les conseils de son directeur de conscience franciscain. Le personnage se retrouvera presque à l’identique dans Uccellacci e Uccellini (Des oiseaux, petits et gros) de Pier Paolo Pasolini (1966).
Le film se rapproche aussi du courant néoréaliste en faisant allusion aux contradictions et misères sociales du miracle économique italien de l’après-guerre (1955-1972), que Risi reprendra pour thème dans Il sorpasso (Le Fanfaron) (1962). Les ouvriers d'Alberto, sanglés dans leur salopette marquée d'un énorme N (N comme Nardi...), acceptent facilement la direction paternaliste et manipulatrice du  commendatore.